# 浮筒

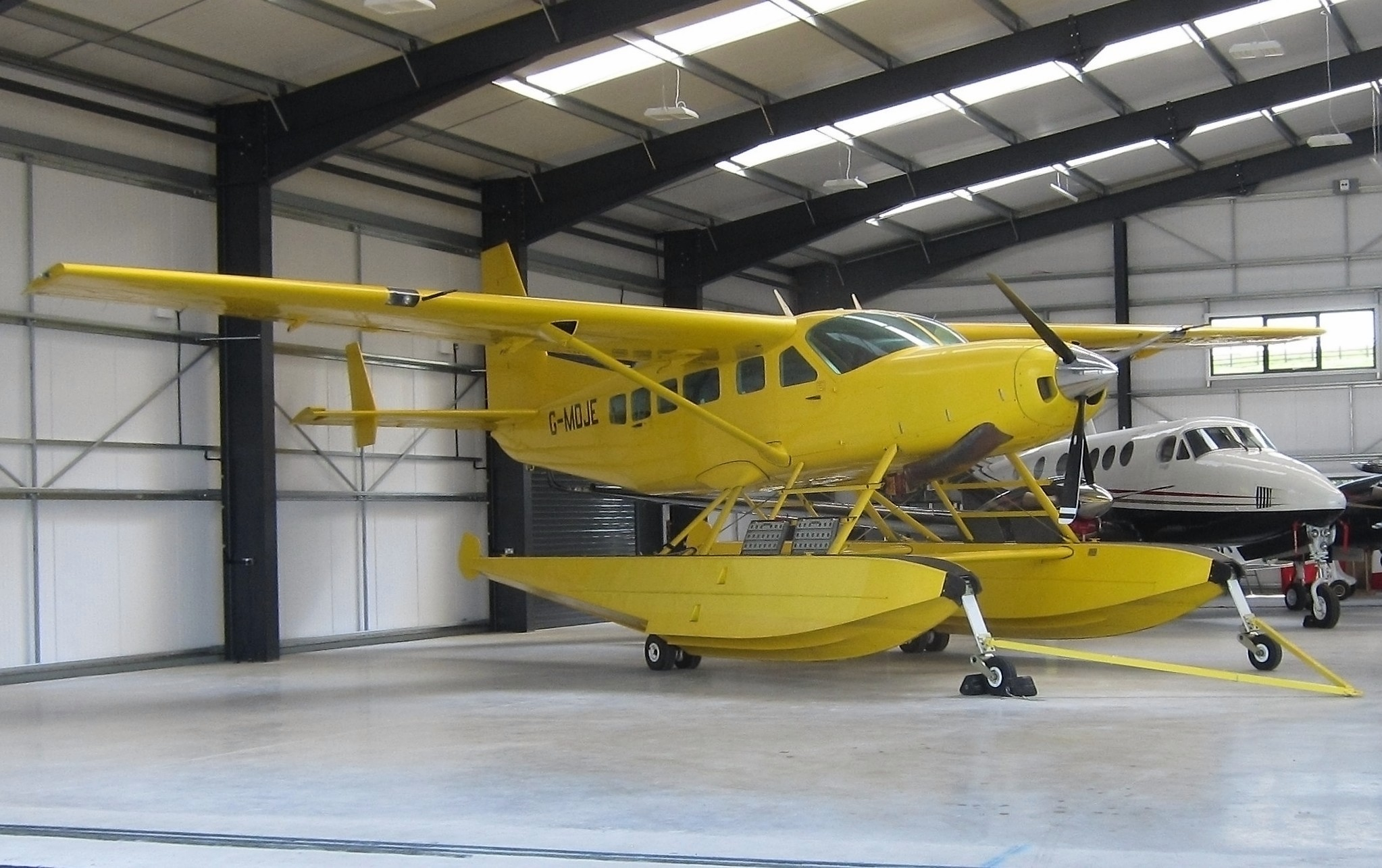
塞斯納208的浮筒

浮筒是一種类似于压力容器的密闭空心體，可以排开流体產生浮力,，因此一般被投入水中。浮筒有很多用途，例如可以拿來系船、可以用作航标、可以用来建造浮动码头、浮桥和简易的驳船与筏、可以用來帮助打捞沉船、也可以安裝在水上飞机上。